# Югозападен район за планиране
Югозападният район за планиране е един от шестте района за планиране в България, включващ областите Благоевград, Кюстендил, Перник, Софийска и София. Площта му е 20 306 km², а населението – около 2 133 406 души (2011). Това е най-гъсто заселеният район в страната, като населението е съсредоточено в големите градове. В района е разположена и столицата, която е демографски, икономически, административен, образователен и културен център.

## Географско положение
Географското положение на региона е много благоприятно. Тук се кръстосват важните международни пътища №4, 8 и 10 от Централна Европа през Белград, Ниш и София за Азия; от Лом и Видин през Петроханския проход и Искърския пролом за София и по долината на Струма за Солун; от Русе през прохода Витиня за София-Кюстендил-Гюешево. Други пътища улесняват връзките на региона на север със Северозападния регион, на изток – с Южния централен регион и Черно море, на юг и запад – с Гърция, Македония и Сърбия.
Северната граница минава по билото на Западна Стара планина. но включва територии северно от него (Ботевградско и Етрополско), които икономически са свързани със София. Същата тенденция се забелязва и при общините Берковица и Вършец. На изток границата започва от Копривщица и в меридионална посока включва Ихтиманска Средна гора, Долнобанската котловина, Рила и поречието на р. Места и стига до гръцката граница по родопския рид Дъбраш. От Освобождението границата се измества на изток. Тя е с най-голямо значение за областта. Южната граница е най-къса и съдейства за развитието на крайграничните територии. Откри се нов ГКПП с Гърция – Илинден. Западната граница съвпада с държавната. Тя е предимно планинска и слабо овладяна. Проектира се прокарване на ЖП отсечка Гюешево-Куманово за Македония. Изградени са няколко ГКПП, като с най-голямо значение са Калотина на държавната граница с Република Сърбия и Гюешево с Република Македония.

## Природна среда
Разнообразието на природните ресурси определя в значителна степен характерните особености и териториалните различия на стопанската дейност в региона. Около 75% от площта му е заета от планински земи, а 1/4 от котловини. Регионът разполага с около 8,8% от обработваемата земя на страната. Релефът е разнообразен и благоприятства развитието на земеделието, дърводобива, туризма, транспорта и селищното устройство.

### Полезни изкопаеми
Полезните изкопаеми на територията на региона са важна предпоставка за икономическото му развитие. От тях стопанско значение имат кафявите въглища (Бобов дол, Перник) – за ТЕЦ, железни руди (Кремиковци) медни руди (Етрополско), оловно-цинкови (Осогово) – за металургията, варовици (Земен, Сливница), глини (Елин Пелин) и мрамори – за строителството.

### Климат
В меридиално отношение климатът показва значителни различия – умереноконтинентален в северните части, преходен в средните и континенталносредиземноморски – в южните части, което определя специализацията на растениевъдството, а планинският климат – развитието на туризма.

### Води
Регионът разполага с повече от 1/5 от речните и грунтовите води на страната. Те се използват комплексно – за водоснабдяване, напояване, добив на електроенергия при язовир „Искър“, ВЕЦ „Кокаляне“, ВЕЦ „Пасарел“, каскадата „Санданска Бистрица“ и др., както и за промишлени нужди. Голямо богатство са минералните води в София, Банкя, Сандански, Кюстендил, Сапарева баня, които стимулират развитието на спатуризма и оранжерийното производство. Със значение за туризма са и красивите високопланински езера в Рила и Пирин.

### Почви
Почвите в региона са разнообразни. Най-широко разпространени са смолниците в северните котловини, канелено-горските почви и алувиално-ливадните почви на юг и кафявите почви във високите части.

### Гори
Почти 40% от територията на региона е покрита с гори. Тук се намират около 1/3 от иглолистните гори и около 1/2 от пасищата в страната. Запасите от дървесина не са големи. В региона са разположени някои от най-известните национални паркове и резервати (Соколата, Църна река, Тисата, Конгура, Габра).

## Население и селищна мрежа
Общият брой на населението в Югозападния регион е около 2,1 млн. души. Повече от половината в него живее в гр. София, където има и най-голяма средна гъстота – над 1000 д./km2.

### Възрастова структура
С най-добра възрастова структура на населението са селищата по поречието на р. Места, които поддържат относително висока раждаемост. Влошаването на възрастовата структура на населението в по-големите градове се дължи на емиграцията, засягаща най-вече младите хора. Град София притежава значителна част от работната сила и интелектуалните ресурси на България. Градското население в него е преобладаващо, а етническата структура е еднородна.

### Селищна мрежа
Селищната мрежа на региона включва общо 952 селища, от които 48 града и 904 села. Определяща роля за развитието на региона има София, която със своите уникални функции е с общонационално значение. Други по-големи селища са областните градове Перник, Благоевград и Кюстендил.

## Стопанство и социална среда
Югозападният регион създава най-голям дял от брутния вътрешен продукт (БВП) на страната. Регионът има и най-висок БВП на човек, който е 1,71 пъти над средния, но в различните му части има и големи различия.
Югозападният регион е облагодетелстван в развитието си заради столицата ни с държавната администрация, финансови и изследователски институти и международни организации. Значителният му икономически потенциал го прави най-привлекателен за инвестиране и в него са концентрирани най-много чуждестранни инвестиции.

### Първичен сектор
Първичният сектор на Югозападна България има най-малко дялово участие в брутната му добавена стойност – 2,3%.

#### Земеделие
За развитието на растениевъдството регионът разполага едва с 12,4% от използваната земеделска земя в България и е на последно място сред останалите региони. Снабдеността му на жител със земеделска земя е също много ниска – 3 дка на жител спрямо 6,7 дка за страната. От използваната земеделска земя в региона най-голям процент заемат ливадите, което се дължи на преобладаващия тук планински релеф и определя сравнително малкото обработваема земя. Заради голямото потребление най-много обработваема земя се засява със зърнени култури (пшеница, царевица и ечемик), но производството им е недостатъчно, което налага внос на пшеница и брашно от северните региони. Единствените зърнени култури в региона, които заемат значителен дял в националното производство, са ръжта и овесът. Регионът е безспорен първенец по производство на фасул в страната. От маслодайните култури се отглеждат основно слънчоглед, чиито площи както навсякъде в страната нарастват през последните години. Тютюнопроизводството е развито единствено в област Благоевград, която се нарежда на второ място след област Кърджали по производство на тютюн в България, макар че то запада.
Долините на реките Струма и Места с алувиално-ливадните си почви, агроклиматичните ресурси и възможностите за напояване са добра предпоставка за развитие на зеленчукопроизводството. Най-отглежданите зеленчуци са краставиците, доматите и зелето, чиито площи и производство тук са най-големи след Южен Централен регион. Важна култура за региона, отглеждана във високите му котловини като Самоковската и Разложката котловина са картофите. Те заемат 43% от площите си в страната и бележат нарастване през последните години. Геотермални извори в региона са добра предпоставка за развитието на оранжерийното производство на цветя и зеленчуци основно в Санданско-Петричкото поле, но площите им намаляват напоследък.
Най-много са овощните градини с ябълки и череши в Кюстендилско и праскови в Петричко, които увеличават площите си през последните години. На север съобразно с природните дадености се отглеждат ягоди и малини в Софийско, Долнобанско и Костенецко.
Добрите агроклиматични условия, опитът на населението и традицията в отглеждането на лозя са обособили в южните части на региона Санданско-Петричкия лозарски регион с местни сортове лозя.

#### Животновъдство
Високият относителен дял на пасищата в региона предоставя добри възможности за пасищно овцевъдство и месодайно говедовъдство, но недостигът на зърно и фураж ограничава животновъдната продукция едва до 1/10 от селскостопанската продукция на региона. Говедовъдството се развива в крайградските зони. Козевъдството е първенец по брой отглеждани животни и е разпространено навсякъде из региона. Тук се произвежда двойно по-малко мляко на жител от средното за страната. Голяма част от животинската продукция е произведена по екстензивен начин в дребни ферми и лични стопанства. Около София и големите градове се развива крайградското земеделие със специализация в производството на мляко и зеленчуци. Въпреки това има недостиг на животински продукти в столицата и той се компенсира с внос от други региони, което покачва пазарните им цени.
Перспективното развитие на земеделието в региона се свързва с отглеждането на лечебни растения, култивирани гъби и нетрадиционни за региона етерично-маслодайни култури.

### Вторичен сектор
Приносът на Югозападния регион в националната промишленост е най-висок сред останалите региони и той формира 36,4% от промишлената продукция на страната. Промишлеността тук включва широка гама от подотрасли. Специализиращите отрасли са металургията, хранително-вкусовата промишленост, енергетиката и машиностроенето.

#### Електроенергия
Производството на електроенергия се базира на местни хидроенергийни ресурси, въглища и вносен природен газ. Най-големите ТЕЦ са в Бобов дол и Перник на кафяви въглища и в София на вносен природен газ. ВЕЦ-овете са на язовирите по реките Искър и Струма и каскади по реките Рилска и Санданска Бистрица. Въпреки наличните енергийни мощности отрасълът не задоволява нуждите на региона. Голямото потребление налага внос на електроенергия от АЕЦ „Козлодуй“.

#### Металургия
Черната металургия е била специализиращ отрасъл в Югозападния регион. Понястоящем металургичният комбинат „Кремиковци“ е закрит, а металургичният комбинат в Перник работи с намален капацитет. Добре развита и специализираща е и цветната металургия. Медният концентрат от цялата страна се преработва в медодобивния комбинат между Златица и Пирдоп и се произвежда черна мед и сярна киселина. Комбинатът за обработка на цветни метали в гара Искър произвежда месингови пръти и листове и е коопериран с останалите комбинати за цветни метали. През последните 10 години цената на медта на световния пазар се покачва значително и това стимулира медодобивните производства в региона. Преработката на оловни отпадъци в Нови Искър има регионално значение и е пред закриване.
Въз основа на металургичните производства са се развили производствата на отливки, метални изделия и различни машини. Регионът се е специализирал в електротехническото и електронното машиностроене. Машиностроителната му продукция включва в близкото минало производство на електрокари, електромотори, електронни елементи (София), инструментална екипировка (Дупница), полупроводници (Ботевград), високоговорители (Благоевград), УКВ радиостанции (Гоце Делчев), водомери (Петрич). Голяма част от тези предприятия са приватизирани. Част от тях не работят, а други работят с непълен капацитет.

#### Химическа промишленост
Важна роля играе химическата промишленост с производството на автомобилни гуми, бои, лакове в София. Големите предприятия за лекарства са в София и Дупница и за превързочни материали в Сандански.

#### Дърводобив
Наличието на горски ресурси в Югозападния регион обуславя развитието на дървопреработващата и мебелната промишленост в София, Благоевград, Разлог и Етрополе.

#### Хранително-вкусова промишленост
Хранително-вкусовата промишленост е специализираща за региона. Преработва местните земеделски суровини, но основно използва суровини от други части на страната. Развитието на зеленчукопроизводството, производството на плодове и слънчоглед, месо и мляко заедно с големите потребителски центрове в региона определят разположението на хранително-вкусовите подотрасли в тях. Мелничарската, консервната и винарската и пивоварната са развити в София, Благоевград и Кюстендил, също и в Петрич, Сандански и Гоце Делчев близо до суровината. Производството на тютюневи изделия е съсредоточено в Благоевград с най-големия цигарен пазар. Другите предприятия са в София и Сандански. Пивоварните в Благоевград и София са вече собственост на известни търговски марки за бира. Производството на шоколадови и сладкарски изделия е в София и Своге.

#### Текстилна промишленост
В текстилното, трикотажкото и шивашкото производство преобладават както малките и средни, така и големи предприятия. В много селища на региона има шивашки предприятия, които работят на ишлеме. Обувки се произвеждат в Кюстендил и Хаджидимово.

#### Полиграфическа промишленост
С 1/2 от печатните издания в България полиграфическата промишленост е също специализираща за региона.

### Третичен сектор
Секторът има най-голямо дялово участие в икономиката на региона. Важна роля за това играе столичният град. Югозападният регион е първенец по осигуреност на жител с лекари и стоматолози, по брой потребители на интернет на хиляда души, по концентрация на културни, учебни и финансови институции. Водещи дейности в третични сектор са транспортът, финансите и търговията.

#### Транспорт
За развитието на транспорта в региона изключително важна роля играе ключовото му географско разположение до 3 държави и по протежението на три от десетте главни еврокоридора и наличието на столицата. Средната гъстота на пътната мрежа на региона е колкото средната за страната и е показател за добрата му транспортна осигуреност. Построяването на магистрала „Люлин“ играе съществена роля за бърз достъп до столицата. Очаква се дострояването на магистрала „Струма“, а в по-далечното бъдеще и магистрала „Рила“ да усъвършенстват пътната мрежа на региона. През региона минават и важни ЖП линии както от национално, така и от европейско значение: София-Мездра-Варна, София-Благоевград-Кулата и София-Бургас. Планинският релеф затруднява изграждането на ЖП мрежата в периферните части. В София се намира най-голямото летище в България, което е разширено и модернизирано по международните изисквания.

#### Туризъм
Развитието на туризма в региона се определя от уникалната му природа, богато културно-историческо наследство, благоприятен климат и стратегическо географско положение. Регионът се специализира в планински туризъм (Боровец, Витоша, Банско), балнеоложки туризъм (Банкя, Сандански, Кюстендил), познавателен и делови туризъм. Развива се селският туризъм (Лещен, Ковачевица) и екотуризмът. Регионът отбелязва увеличаване на броя на хотелите, както и на нощувките в тях, но те се намират основно в столицата и област Благоевград.

## Териториални различия
За югозападния регион са характерни значителни териториални различия. Те са резултат от стопанското и историческото развитие на региона, на природно-суровинния му потенциал. В северните части исторически е обособена територия с център София с голяма концентрация на население, производствени мощности и обслужващи дейности.
Южната част е по-слабо населена и отстъпва социално-икономическото си развитие. Тя се развива в резултат на териториалното съсредоточаване на редица икономически отрасли и важни пътища.
Втората териториална особеност са различията между областните градове Благоевград, Перник, Кюстендил и някои второстепенни центрове, а останалите територии, особено покрай границата, са изостанали.

## Екологична ситуация
Активаната стопанска дейност още от древността е довела до значителни нарушения на природната среда. Засегнати са всички природни компоненти, които в една или друга степен са нарушени от антропогенна дейност. Особено сериозни са екологичните проблеми около промишлените центрове и в регионите на рудодобив и въгледобив като София, Перник-Батановци-Радомир, Златица-Пиродоп, Бобов дол. Водите на реките Искър, Струма, Места и др. са силно замърсени и тяхното очистване е един от най-важните проблеми в региона. Значителни площи от почвената покривка също са замърсени и силно засегнати от ерозията. В района на София-град 82 хил, дка. Добивът на дървесина изисква строг контрол, особено незаконната сеч.